# Боди дрво
Бодхи дрво (Ficus religiosa) је дрво из рода смокве у Урувели, на обали реке Неранџре, поред данашње Гаје под којим је, према будистичком предању, Сидарта Гаутама достигао пробуђење и постао Буда.
Текстови пали канона извештавају о расађивању нових садница бодхи дрвета од овог прародитељског. У њима се наводи да су људи из Саватхија молили Будиног ученика Ананду да им обезбеди светилиште где би могли да приносе своје понуде у цвећу и тамјану у част Буди за време његовог одсуствовања. Пошто се посаветовао с њим, Ананда је добио семе бодхи дрвета из Урувеле и засадио га испред манастира Ђетаване, којег је у Саватхију за Буду и његове ученике подигао Анатхапиндика. Пошто га је засадио Ананда, ово друго бодхи дрво постало је познато као Ананда-бодхи. Сматра се да још један изданак урувелског бодхи дрвета расте у Анурадхапури на Цејлону. Према Пали хроници (Махавамса, XVII, стр. 46ф.) једна садница је у време владавине Деванампије Тисе однета на Цејлон, где је засађена уз краљевске почасти. Из семена су потом никле младице по разниим крајевима Цејлона. 
Иначе, обожавање светог дрвећа било је уобичајено у Индији још давно пре Будиног времена. Постоји и тумачење да је овај древни култ дрвећа је прокрчио пут и у будистичку традицију, кроз легенду везану са Будиним просветљењем; постојеће дрво асватха у Урувели је потом идентификовано са легендарним дрветом.